# Дворски Јевреј
Дворски Јевреј (њем. Hofjude) или дворски фактор (њем. Hoffaktor), је у раном савременом добу био јеврејски банкар који је држао финансије, или позајмљивао новац, европским краљевским и племићким породицама. Заузврат, дворски Јевреј је добијао друштвене привилегије, укључујући у неким случајевима добијање статуса племства.
Примјер тога што ће се назвати дворским Јеврејом виде се у средњем вијеку, када су краљевске и племићке породице и црква позајмљивале новац од мјењача новца или запослених као финансијери. Јеврејски финансијери су користили своје породичне везе, као и међусобне везе, да би обезбједили своје спонзоре са, између осталог, финансија, храном, оружјем, муницијом, златом и племенитим металима.
Успон апсолутних монархија у средњој Европи довео је велики број Јевреја, посебно ашкенаског поријекла, у позицију преговора о кредитима за различите дворове. Они су могли нагомилати лично богатство и стећи политички и друштвени утицај. Међутим, дворски Јевреји су имали друштвене везе и утицај у хришћанском свијету углавном кроз хришћанско племство и цркву. Због несигурног положаја Јевреја, неки племићи су могли да игноришу своје дугове. Ако би спонзорисани племић умро, његов јеврејски финансијер могао би да се суочи са протјеривањем или погубљењем. Најпознатији примјер овог процеса био је у Виртембергу, када је након смрти Карла Александра 1737. године, Јосип Зос Опенхајмер стављен на суђење и на крају погубљен. У настојању да избјегне такву судбину, неки дворски банкари су у касном 18. вијеку — као што су Самуел Блеихред, Мајер Амшел Ротшилд или Арон Елијас Селигман — успјешно одвојили своја пословање од оних на двору и утврдили оно што су касније постала пуноправне банке.